# إمدادات المياه ومرافق الصرف الصحي في الأرجنتين

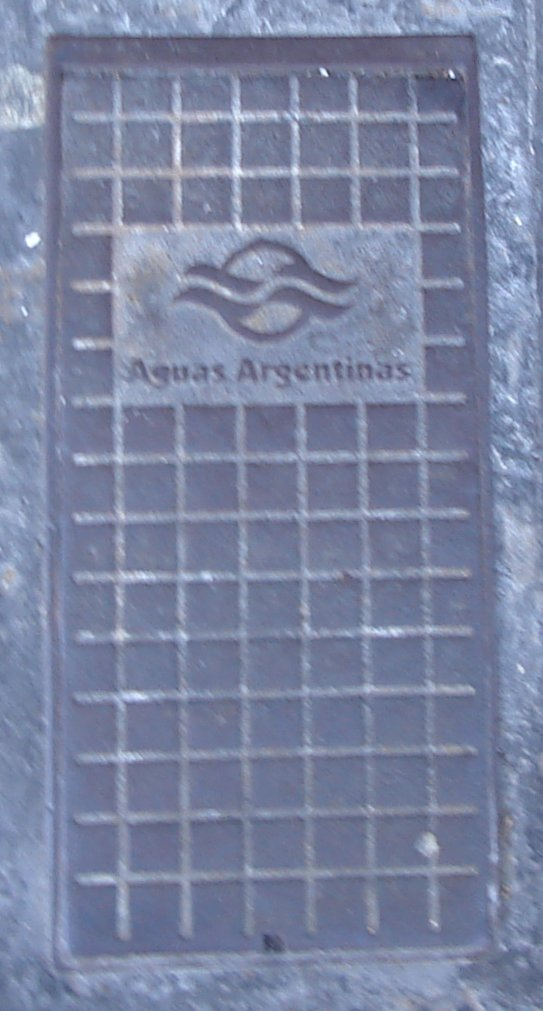
غطاء مرفق صرف صحي

تتميز إمدادات مياه الشرب والصرف الصحي في الأرجنتين بتعرفة منخفضة نسبيًا، وجودة خدمة معقولة غالبًا، ومستويات قياس منخفضة، ومستويات عالية من الاستهلاك للذين يحصلون على الخدمات. وفي الوقت نفسه، وفقًا لمنظمة الصحة العالمية، لا يزال 21٪ من إجمالي السكان لا يمتلكون توصيلات منزلية للماء، و52٪ من سكان المناطق الحضرية لا يمكنهم الوصول إلى مجاري الصرف الصحي. تقع مسؤولية تشغيل وصيانة خدمات المياه والصرف الصحي على 19 شركة للمياه والصرف الصحي في المحافظات، وأكثر من 100 بلدية وأكثر من 950 تعاونية، وتعمل التعاونيات في البلدات الصغيرة بشكل أساسي. ومن بين أكبر شركات المياه والصرف الصحي شركتا آيسا (أغوا إيغريغا سانيامينتوس أرغنتينوس) وآبسا (أغواس بون آيرنسيس إس. إيه)، وكلتا الشركتين تعملان في بوينس آيرس الكبرى، وشركة أغواس بروفينياليس دي سانتا في وشركة أغواس كوردوبيساس إس إيه، وكل هذه الشركات ذات ملكية عمومية الآن. في عام 2008، كان هناك عدد قليل من الامتيازات الخاصة، مثل شركة أغواس دي سالتا إس إيه، المملوكة بغالبيتها لمستثمرين أرجنتينيين، وشركة أوبراس سانيتارياس دي مندوزا (أو إس إم).
بالكاد يسترد معظم مقدمي الخدمات تكاليف التشغيل والصيانة وليس لديهم القدرة على تمويل الاستثمارات بشكل ذاتي. بينما تمكن المشغلون الخاصون من تحقيق مستويات أعلى من استرداد التكاليف، منذ أزمة كساد الأرجنتين العظيم عام 2002 جُمدت الرسوم الجمركية، واختفت قدرة التمويل الذاتي للمرافق. ويأتي ما يقرب من ثلثي الإنفاق على المياه والصرف الصحي في المحافظات من التحويلات العامة من الحكومة الفيدرالية منذ عام 2002، والباقي يأتي من برامج وطنية مختلفة موجهة خصيصًا لهذا القطاع.
تُنظم الخدمات من قبل المحافظات الـ 23 ، وفي 14 منها تُنظم عبر الوكالات التنظيمية التي تتمتع ببعض الاستقلالية المحدودة عن الحكومة. إجمالاً، لا تُحدد هذه المسؤوليات بشكل واضح دائمًا، وغالبًا ما تكون المؤسسات ضعيفة، وتخضع للتدخل السياسي وتفتقر إلى سلطات التنفيذ. إن المؤسسات الوطنية المختلفة التي تتحمل مسؤوليات وضع السياسات في القطاع ليست دائمًا منسقة بشكل جيد. ولا توجد سياسة وطنية متماسكة في ما يخص تمويل القطاع والدعم الحكومي والرسوم الجمركية ومعايير الخدمة. إن البنية الفيدرالية للدولة وتشتت مسؤوليات القطاع بين مختلف مستويات الحكومة وداخلها يجعلان من الصعب وضع سياسة متماسكة له.
بين عامي 1991 و1999، كجزء من أحد أكبر برامج الخصخصة في العالم التي تغطي مجموعة من القطاعات، جرى التوقيع على منح امتيازات للقطاع الخاص للمياه والصرف الصحي، والتي تغطي 28٪ من بلديات الدولة و60٪ من السكان. مثلما جرى التوقيع على أشهر امتياز في عام 1993 مع ائتلاف تجاري بقيادة الشركة الفرنسية سويز للأجزاء المركزية في بوينس آيرس الكبرى. وبعد أزمة الكساد الأرجنتيني العظيم عام 2001، أعيد التفاوض بشأن العديد من الامتيازات. وأنهي العديد منها، مثل بوينس آيرس في عام 2006.
إن تأثير مشاركة القطاع الخاص في قطاع المياه والصرف الصحي موضوع مثير للجدل. في حين أن التصور العام لأصحاب الامتيازات الدوليين في الغالب سلبي للغاية في الأرجنتين، تظهر بعض الدراسات آثارًا إيجابية. مثلًا، قيمت دراسة أجريت عام 2002 أثر الخصخصة على وفيات الأطفال بناءً على بيانات مسح الأسر المعيشية، ووجدت أن معدل وفيات الأطفال انخفض بنسبة 5 إلى 7 في المائة في المناطق التي حولت للقطاع الخاص مقارنة بالمناطق التي ظلت تحت الإدارة العامة أو إدارة التعاونيات. ويقدّر الكتّاب أن السبب الرئيسي هو التوسع الهائل في الوصول إلى المياه. ووفقًا لشركة سويز، فإن الامتياز الخاص في بوينس آيرس قد وسع الوصول إلى المياه ليشمل مليوني شخص، ووصلت مرافق الصرف الصحي إلى مليون شخص، على الرغم من تجميد الرسوم الجمركية التي فرضتها الحكومة في عام 2001 في انتهاك لاتفاقية الامتياز. تجادل الحكومة بأن صاحب الامتياز لم يمتثل بالكامل لالتزاماته في ما يتعلق بالتوسع والجودة، وتقول إن المياه الموفرة تمتلك مستويات عالية من النترات، ولم يجري الالتزام بتعهدات الضغط ولم تُنفذ الأعمال المجدولة.

## الوصول
في الأرجنتين، عام 2015، حصل 99٪ من السكان على مياه «خاصة»، و98.9٪ في المناطق الحضرية و99.9٪ في المناطق الريفية. ومع ذلك، في عام 2015، كان نحو 390 ألف شخص يفتقرون إلى المياه «المحسنة». وفي ما يتعلق بالحصول على مرافق الصرف الصحي «المحسن»، فقد شمل 96٪ من السكان، و96٪ في المناطق الحضرية و98٪ في الريفية. ما يقرب من 1.5 مليون شخص كانوا ما يزالون محرومين من مرافق الصرف الصحي «المحسن» في عام 2015.
|             |                                                                                          | المناطق الحضرية (92٪ من السكان) | المناطق الريفية (8٪ من السكان) | الإجمالي |
| الماء       | مياه الشرب المحسنة                                                                       | 98٪                             | 80٪                            | 97٪      |
| الماء       | توصيل بالأنابيب إلى الأبنية                                                              | 83٪                             | 45٪                            | 80٪      |
| الصرف الصحي | الصرف الصحي المحسن                                                                       | 91٪                             | 77٪                            | 90٪      |
| الصرف الصحي | المجاري (2006 استقصاء برنامج الرصد المشترك لإمدادات المياه والصرف الصحي وبيانات الإحصاء) | 48٪                             | 5٪                             | 44٪      |

المصدر: برنامج الرصد المشترك لإمدادات المياه والصرف الصحي لمنظمة الصحة العالمية / اليونيسف.
ووفقًا لدراسة أجراها مركز تنفيذ السياسات العامة للإنصاف والنمو، كانت الزيادة في التغطية بين عامي 1991 و2001 أقل في المحافظات الأكثر فقرًا.

## جودة الخدمة
في المناطق الحضرية في الأرجنتين، تكون الخدمة مستمرة بشكل عام والمياه صالحة للشرب. ومع ذلك، يجري تقنين المياه في بعض المدن خلال أشهر الصيف، وتكون جودة مياه الشرب في بعض الأحيان لا تستوفي المعايير.
في بوينس آيرس، عام 2008، كانت هناك محطتان لمعالجة المياه وكان هناك محطة جديدة على وشك العمل.
في ما يتعلق بالصرف الصحي، فإن أنظمة جمع مياه الصرف الصحي الحالية غير كافية للتعامل مع التدفقات المتزايدة، إذ يتصل عدد متزايد من الأسر بشبكات الصرف الصحي، ما يؤدي إلى تدفقات مياه الصرف الصحي المتكررة.
يختلف مستوى معالجة المياه العادمة بين المناطق الأرجنتينية. وفقا لمنظمة الصحة للبلدان الأمريكية، على المستوى الوطني، عولج 10٪ من مياه الصرف الصحي المجمعة في عام 2000. بينما عولجت معظم مياه الصرف الصحي في العديد من العواصم الإقليمية، مثل مندوزا، وقرطبة، وتوكومان، ونيوكوين، وخوخوي، وسالتا، وسان خوان، ولكن في أكبر منطقتين حضريتين في الدولة - بوينس آيرس وروزاريو - لم تعالج أي من المياه على الإطلاق، الأمر الذي أدى إلى مشاكل بيئية خطيرة. ولكن في عام 2008، بدأت عملية تقديم مناقصات لبناء محطة لمعالجة المياه العادمة في بوينس آيرس.